# جوزيف ناصيف
جوزيف ناصيف (1935-2001)، ممثل ومطرب لبناني ولد في بلدة ميروبا ببيروت. شارك في العديد من المسرحيات والأفلام مع السيدة فيروز والأخوان رحباني.

## نشأته وتعليمه
درس في مدارس ميروبا الابتدائية، ثم التحق بمعهد عينطورة وفي تلك الفترة تعرف على محمد جمال وهو ابنٌ لعائلةٍ فنية ومنه تعلم عزف العود في تلك الفترة، ثم تخصص في معهد الصنائع للفنون الجميلة ببيروت.

## المسيرة الفنية
بدأ مسيرته الفنية عام 1961م مع الأخوين رحباني كمغني في الكورس، وتوّج كمطربٍ لاحقاً في أعمال عديدة ليطوف معهما العديد من البلدان. أما بدايته الفعلية فكانت عندما مثّل في مسرحية بياع الخواتم عام 1964م. قدّم في آواخر مسيرته مسرحية تشمل مجموعة مشاهد من المسرحيات القديمة التي شارك فيها وشاركه معها فنانون مثل ايلي شويري وانطوان كرباج. أما آخر أعماله فكانت مسرحية بليلة القمر عام 1999م مع فرقة كركلا.

## وفاته
توفي بمرض السرطان في 23 نوفمبر 2001 م.

## تكريمه
كرّم مِن قِبل رئيس جمهورية لبنان اميل لحود ومُنح وسام الأرز الوطني، كما مُنح درعًا تكريميًا من رئيس بلدة ميروبا بعد وفاته.

## أعماله

### المسرحيات
| المسرحية                 | سنة الإنتاج           |
| ------------------------ | --------------------- |
| الليل والقنديل (مسرحية)  | 1963م بدور عاطف       |
| بياع الخواتم             | 1964م بدور فضلو       |
| أيام فخر الدين (مسرحية)  | 1966م                 |
| هالة والملك (مسرحية)     | 1967م بدور العراف     |
| يعيش يعيش (مسرحية)       | 1970م بدور مفلح       |
| صح النوم (مسرحية)        | 1971م                 |
| ناطورة المفاتيح (مسرحية) | 1972م                 |
| لولو (مسرحية)            | 1974 بدور نايف بو درع |
| ميس الريم (مسرحية)       | 1975م بدور حاتم       |

### الأفلام
| الفيلم       | سنة الإنتاج                                 | بمشاركة                                                           |
| ------------ | ------------------------------------------- | ----------------------------------------------------------------- |
| بياع الخواتم | 1965م بدأ هذا العمل كمسرحية انتجت عام 1964م | السيدة فيروز، نصري شمس الدين، هدى حداد، فيلمون وهبي               |
| سفر برلك     | 1967م                                       | السيدة فيروز، نصري شمس الدين، عاصي الرحباني، هدى حداد، رفيق سبيعي |

### الأغاني
- لو بقدر أنساكي.
- رجعت تسأل عني.
- ما بحبك يا بيروت حزينة.
- بعدنا (غنتها فيروز أيضاً).
- لو تعلمين ما جرى.